# 渡辺静
渡辺 静（わたなべ しずむ、7月21日 - ）は、日本の漫画家。愛媛県出身。血液型はB型。旧ペンネームは栖徒伊シズム。大阪コミュニケーションアート専門学校卒業。

## 経歴
- 2003年 - 『クローゼットチャイルド』で『週刊少年マガジン』第6・7学期マガジングランプリ入選。
- 2004年 - 『学舎オーバードライヴ』で『週刊少年マガジン』第72回週刊少年マガジン新人漫画賞入選。同年、『マガジンSPECIAL』No.7に掲載し、デビュー。
- 2005年 - 『イロコイ』を『マガジンSPECIAL』No.2 - No.6まで短期集中連載。
- 2006年 - 『CHIMES』を『マガジンSPECIAL』No.11より連載。この際、現ペンネームに改名。

## 人物
DIR EN GREYのファンである。
同じく漫画家の朝倉亮介は実弟であり、度々自身のSNSで作品の宣伝を行っている。

## 作品リスト

### 漫画作品

#### 連載
- イロコイ（『マガジンSPECIAL』2005年No.2 - No.6）
- CHIMES（『マガジンSPECIAL』2006年No.11 - 2008年No.8）
- この彼女はフィクションです。（『週刊少年マガジン』2011年11号 - 45号）
- 思春期のアイアンメイデン（『ヤングガンガン』2012年21号 - 2014年20号）
- KIG⊃R∩MI―キグルミ―（原作：黒形圭、『ミラクルジャンプ』No.12 - No.15、読みきり：『週刊ヤングジャンプ』）
- リアルアカウント（原作：オクショウ、『別冊少年マガジン』2014年2月号 - 10月号 → 『週刊少年マガジン』2015年4・5合併号 - 2018年29号 → 『別冊少年マガジン』2018年9月号 - 2019年12月号）
- 魔女に捧げるトリック（『週刊少年マガジン』2020年39号 - 2021年19号）
- デッドアカウント（『週刊少年マガジン』2023年7号 - 2023年40号 → 『マガジンポケット』2023年10月7日 - ）

#### 読み切り
- クローゼットチャイルド（『週刊少年マガジン』第6・7学期マガジングランプリ入選作品）
- 学舎オーバードライヴ（第72回週刊少年マガジン新人漫画賞入選作品 『マガジンSPECIAL』2004年No.7）
- 紅子さま吸血日記（増刊『マガジンワンダー』）
- ごくありふれた男子中学生の日常（『週刊少年マガジン』2005年19号）
- 東京蟻巣（『マガジンSPECIAL』2005年No.12）
- TOGARI（『週刊少年マガジン』2010年19号）
- ピーピングロマンティッカー（『週刊ヤングジャンプ』2012年No.14）
- えるむさんの悪夢（『月刊ComicREX』2014年4月号）

### 書籍
- 『CHIMES』、講談社〈講談社コミックス〉2007年 - 2008年、全5巻
- 『この彼女はフィクションです。』、講談社〈少年マガジンKC〉2011年、全4巻
- 『思春期のアイアンメイデン』、スクウェア・エニックス〈ヤングガンガンコミックス〉2013年 - 2014年、全5巻
- 『KIG⊃R∩MI―キグルミ―』、原作：黒形圭、集英社〈ヤングジャンプ コミックス〉、2014年2月発行、ISBN 978-4-08-879808-0
- 『リアルアカウント』、原作：オクショウ、講談社〈講談社コミックスマガジン〉2014年 - 2019年、全24巻
- 『魔女に捧げるトリック』、講談社〈講談社コミックスマガジン〉2020年 - 2021年、全4巻）
- 『デッドアカウント』、講談社〈講談社コミックス〉2023年 - 、既刊11巻（2025年6月17日現在）

### その他
- ドクターモルモット（シングルCD「平成ろまんた」ジャケットイラスト）
- マガジンワンダー2005年No.2の美少女ギャラリーのカラーイラスト「ある優等生の卒業式」に参加
- マガジンSPECIAL2005年No.7 - No.9、2007年No.10 - No.12の「CINEマニア」のイラスト・4コマ漫画
- マンガ家さんとアシスタントさんと THE ANIMATION（テレビアニメ、2014年）第8話エンドカード
- アルスラーン戦記（テレビアニメ、2015年）第5話エンドカード
- 寄宿学校のジュリエット（テレビアニメ、2018年）第4話エンドカード

## 社会貢献活動等
東日本大震災の被災者の支援にも取り組んでおり、他の漫画家と共同で東日本大震災チャリティ同人誌「pray for Japan」で執筆する。ただし、渡辺はいわゆる同人作家ではない。

## 関連人物
東村アキコ
師匠。
金田陽介
アシスタント。